# Belgium zászlaja
Belgium zászlaja három egyenlő, függőleges sávból áll, amelyek fekete, sárga és piros színűek. A belga nemzeti lobogó majdnem egyidős az állammal. Miután 1830-ban Belgium kivívta függetlenségét Hollandiától, 1831. január 23-án hivatalosan is elfogadták a jelenlegi lobogót nemzeti jelképükké. Azóta nem sokat változtattak rajta, de az eredeti vízszintes sávokat elforgatták, mivel úgy kevésbé hasonlít Németország zászlajára.

Az eredeti zászló

A lobogó megalkotásában nagy hatása volt a francia trikolornak. A színeket pedig az egykori Brabant Hercegség címeréből vették. A történelmi hercegség címerében egy felágaskodó arany színű oroszlánt láthatunk, amelynek nyelve és karmai pirosak. Az oroszlán fekete háttérben látható. Ezek a színek jelentek meg Belgium mai zászlaján.